# Pâtée
Ne doit pas être confondu avec le pâté.

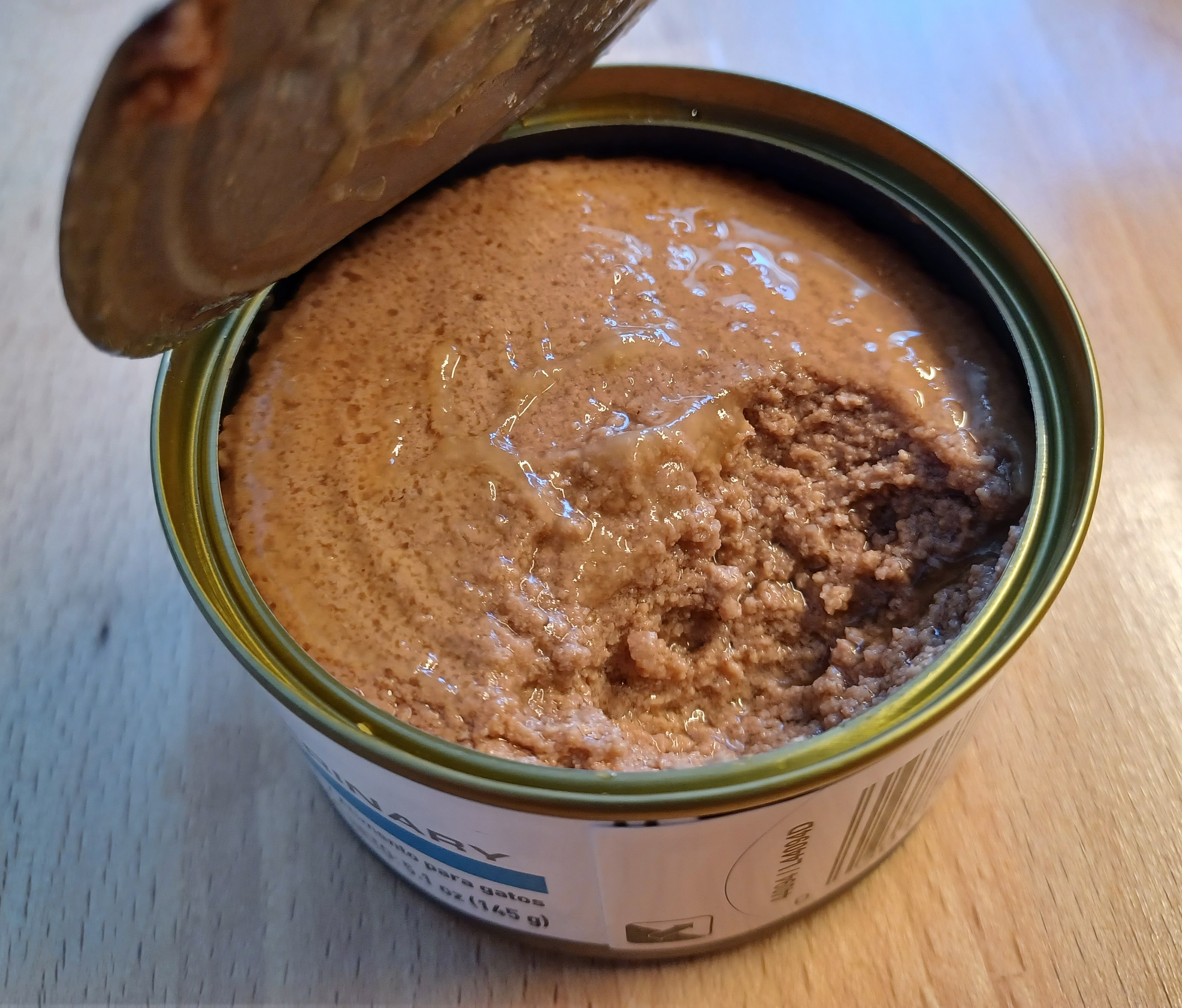
De la pâtée pour chat dans sa boîte de conserve et de la marque Royal Canin.

La pâtée (nom féminin) désigne un mélange alimentaire de consistance molle ou liquide, que ce soit d'origine animale ou végétale, et servant de nourriture pour les animaux, principalement les chiens et les chats. Qualifiée de « nourriture humide », elle constitue avec les croquettes, qualifiées quant à elles de « nourriture sèche », une des principales mises en forme des aliments pour animaux de compagnie,.